# Fundner-Heimalm
Die Fundner-Heimalm (auch Fundneralm und Fundner-Alm) ist eine Alm in der Marktgemeinde Bad Hofgastein im österreichischen Bundesland Salzburg.

## Lage und Charakteristik
Die Fundner-Heimalm liegt an den südöstlichen Hängen des Guggensteins in der Goldberggruppe. Sie gehört zur Ortschaft Wieden und zur gleichnamigen Katastralgemeinde Wieden. Das Gelände fällt Richtung Südosten zum Leidalmbach ab. Die Gegend der Fundner-Heimalm und des Hochsteinguts ist großflächig mit einer hochglazialen Grundmoräne beziehungsweise mit Moränenstreu bedeckt. Auf der Alm werden Rinder (Fleckvieh und Pinzgauer) sowie Ziegen gehalten. Westlich des Areals erstreckt sich eine Rotwild-Ruhezone, die von 1. November bis 31. Mai nicht betreten werden darf.
Eine Almhütte steht auf einer Höhe von 1379 m ü. A. Hier werden witterungsabhängig etwa von Ende Mai bis Anfang Oktober Getränke und Speisen aus eigener Erzeugung verkauft. Dazu zählen beispielsweise Milchprodukte, Brot, Speck, Pofesen und Bauernkrapfen. Über die Alm verlaufen die Weitwanderwege Rupertiweg und Salzburger Almenweg. Es gibt eine Stempelstelle für Wandernadeln des Österreichischen Alpenvereins.

## Geschichte
Im von 1823 bis 1830 erstellten Franziszeischen Kataster sind im Bereich der Alm mehrere unbenannte Gebäude verzeichnet.